# Veronica Lake
Veronica Lake, egentlig Constance Frances Marie Ockelman, (født 14. november 1922 i Brooklyn, New York, død 7. juli 1973 i Burlington, Vermont) var en amerikansk filmskuespiller.
Hun filmdebuterede i 1939 og var fra 1942 en af tidens mest populære stjerner. Successen begyndte med rollerne i Med 10 cent på lommen (Sullivan's Travels, 1941) og ikke mindst Revolver til leje (This Gun for Hire, 1942), hvor hun første gang spillede sammen med Alan Ladd. De spillede siden sammen i bl.a. Storbyens hajer (The Glass Key, 1942) og Regnvejrsmordet (The Blue Dahlia, 1946). Hun forsvandt fra rampelyset tidligt i 1950'erne, men medvirkede som gæst i en række tv-serier i dette og det følgende årti. Desuden spillede hun i en periode teater samt medvirkede i radioprogrammer.
Lake var gift tre gange og fik fire børn. Hun udgav selvbiografien Veronica i 1970. Hun har en stjerne på Hollywood Walk of Fame.